# Java SE
Java Platform, Standard Edition или Java SE е широко използвана платформа за разработка на преносим код за десктоп компютри и сървъри. Java SE използва обектно ориентиран език за програмиране Java, част от семейството Java (software platform). Java SE дефинира голям брой приложно-програмни интерфейси (API) с общо предназначение, като например Java APIs за Java Class Library и включва спецификациите на програмния език Java и на виртуалната машина Java. Една известна и използвана част от Java SE е Java Development Kit (JDK).